# Apocalipsis sexual
Apocalipsis sexual, citato anche come Apocalipse sexual, è un film pornografico del 1982 diretto da Sergio Bergonzelli.

## Produzione
La protagonista de film è Ajita Wilson e la pellicola è tra le sue prime pornografiche. Prodotto da Pepe Sanchez Vaquero, la regia è in realtà accreditata a Carlos Aureo anche se in realtà è stato interamente diretto da Bergonzelli. Il regista interpreta pure la parte di un medico: come dichiarato dallo stesso regista la scelta ricadde su di lui perché in quegli anni si cercava di risparmiare su tutto per la realizzazione dei film di questo genere. La pellicola narra la vicenda di una giovane donna rapita da un gruppo di stupratori che la violentano svariate volte in gruppo coinvolgendola a tal punto che ella vorrà entrare a far parte della banda.